# William T. Trotter
William Thomas Trotter Jr. ist ein US-amerikanischer Mathematiker, der sich mit Kombinatorik befasst.
Trotter studierte am The Citadel College mit dem Bachelor-Abschluss 1965 und an der University of Alabama mit dem Master-Abschluss 1967 und der Promotion 1969 bei William Jesse Gray (On universal subcontinua).  1969 wurde er Assistant Professor am The Citadel und 1973 an der University of South Carolina, an der er 1975 Associate Professor wurde und 1980 Professor (ab 1986 Carolina Research Professor). Von 1979 bis 1985 stand er der Mathematikfakultät vor. 1987 wurde er Professor an der Arizona State University, an der er 1992 Regents Professor wurde und von 1987 bis 1991 und von 1995 bis 1997 der Mathematikfakultät vorstand. Dort war er auch Vize-Provost. Von 2002 bis zur Emeritierung 2018 war er Professor am Georgia Institute of Technology. Von 2002 bis 2009 stand er dort der Mathematikfakultät vor.
Von 1991 bis 1994 leitete er die Gruppe Kombinatorik und Optimierung bei Bell Telecommunications Research.
Er befasste sich insbesondere mit der Kombinatorik partiell geordneter Mengen (Posets), aber auch anderen Bereichen der Kombinatorik wie diskreter Geometrie und Graphentheorie, Online-Algorithmen, Näherungsalgorithmen, Ramsey-Theorie, diskrete Optimierung und theoretischer Informatik. Er veröffentlichte unter anderem mit Paul Erdös.
Von ihm und Endre Szemerédi stammt der Satz von Szemerédi und Trotter aus der diskreten Geometrie, der Aussagen macht über die Anzahl der Inzidenzen von {\displaystyle n} Punkten und {\displaystyle m} Geraden in der euklidischen Ebene. Nach dem Satz ist sie von der Größe
{\displaystyle O\left(n^{2/3}m^{2/3}+n+m\right)}
mit dem Landau-Symbol {\displaystyle O}.

## Schriften (Auswahl)
- mit H. A. Kierstead: An extremal problem in recursive combinatorics, Congressus Numerantium, Band 33, 1981, S. 98
- mit David Kelly: Dimension theory for ordered sets, in: Ivan Rival (Hrsg.), Ordered Sets, Springer 1982, S. 171–211
- mit E. Szemerédi: Extremal problems in discrete geometry, Combinatorica, Band 3, 1983, S. 381–392
- mit Joel H. Spencer, E. Szemerédi: Unit distances in the Euclidean plane, Graph Theory and Combinatorics, 1984, Graph theory and combinatorics, S. 294–304
- mit László Lovász, M. Saks: An on-line graph coloring algorithm with sublinear performance ratio, Discrete Mathematics, Band 75, 1989, S.  319–325
- mit U. Faigle, W. Kern, H. Kierstead: On the game chromatic number of some classes of graphs, University of Twente, Faculty of Mathematical Sciences 1991
- Combinatorics and partially ordered sets: Dimension theory, Johns Hopkins University Press 1992
- Planar Graphs, DIMACS Series in Discrete Mathematics and Theoretical Computer Science, American Mathematical Society, Providence, RI, 1993
- mit H. A. Kierstead: Planar graph coloring with an uncooperative partner, Journal of Graph Theory, Band 18, 1994, S. 569–584
- Partially Ordered Sets, in: Ronald L. Graham, Martin Grötschel, László Lovász (Hrsg.), Handbook of Combinatorics, Band 1, Elsevier 1995, S. 433–480

Sein Buch mit Mitchel T. Keller Applied Combinatorics von 2017 ist auf seiner Homepage Online (pdf).